# USA:s utbildningsdepartement
USA:s utbildningsdepartement (engelska: United States Department of Education, ED eller DoED), är ett departement i USA:s federala statsmakt och det leds av USA:s utbildningsminister som ingår i presidentens kabinett. Utbildningsministern utses av presidenten med senatens "råd och samtycke".
Det är det i särklass minsta departementet med enbart cirka 5 000 anställda.

## Bakgrund
Departementet skapades genom Department of Education Organization Act (Public Law 96-88) och undertecknades av president Jimmy Carter den 17 oktober 1979 och inledde sin verksamhet den 4 maj 1980.
Department of Education Organization Act delade upp det tidigare hälso-, utbildnings- och välfärdsdepartementet i två olika departement: utbildningsdepartementet samt hälso- och socialdepartementet.
På 1980-talet hade Republikanerna som målsättning att avskaffa utbildningsdepartementet och återföra dess roll till respektive delstat, och det var ett av Ronald Reagans explicita vallöften då han ställde upp i valet 1980 som president. Demokraterna hade emellertid majoritet i representanthuset och därför blev vallöftet aldrig genomfört. Då Reagans vicepresident George H.W. Bush blev vald till president 1988, valde han att inte längre försöka avskaffa departementet. 
Under 1990-talet då Republikanerna hade vunnit majoritet i representanthuset med Newt Gingrich som talman försökte de då återigen att avskaffa utbildningsdepartementet med hänvisning till att konstitutionen inte ger den federala statsmakten någon uttrycklig roll gällande utbildning, men det saknades stöd i senaten och hos president Bill Clinton för att komma någonvart. Varken George W. Bush eller Donald Trumps administrationer har därefter försökt att avskaffa departementet.